# Galicia-Norte de Portugal

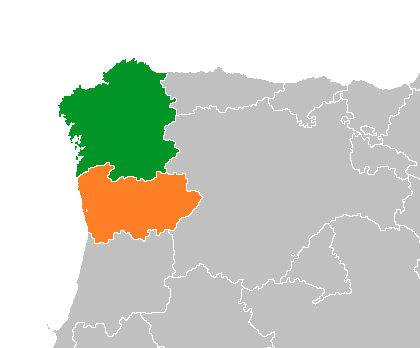
Localización de la eurorregión

Galicia-Norte de Portugal es una eurorregión localizada en el noroeste de la península ibérica, y formada por Galicia y el Norte de Portugal. El territorio constituido por las dos regiones ocupa una superficie total de unos 51 000 km², de los que 29 575 corresponden a Galicia, y 21 284 al Norte de Portugal, y concentra una población de unos 6,4 millones de habitantes, de los que 2 796 089 corresponde a Galicia, y 3 745 439 al Norte de Portugal, lo que se traduce en una densidad de población de 125,8 hab./km².
En lo que respecta a la dinámica de actividad y empleo en la eurorregión, esta se concentra principalmente en el sector servicios (57,1 %), en la industria y construcción (32,7 %) y en el sector primario (10,2 %) (datos del IGE 2009). La eurorregión Galicia-Norte de Portugal se configura actualmente como un espacio de fuerte interrelación social, económica y cultural, lleno de oportunidades y con gran potencial de desarrollo futuro.

## Constitución
La Eurorregión Galicia-Norte de Portugal se constituyó en septiembre de 2008, con la constitución de la Agrupación Europea de Cooperación Territorial (AECT). Fue la primera eurorregión de la península ibérica, y solo tenía dos referentes en Europa: la agrupación Francia-Bélgica, con sede en Lille, y Hungría-Eslovaquia, con sede en la ciudad húngara de Esztergom. Vigo sería el centro de operaciones de la tercera eurorregión. El responsable de la Comisión para el Desarrollo del Norte de Portugal, Carlos Lage, comentó el "gran interés" que tenía en ella el presidente de la Junta de Galicia: "sería desagradable discutir", añadió.
Las AECT tienen una entidad jurídica propia, lo que supone "una nueva etapa" y una "vía innovadora" para la colaboración entre Galicia y Portugal, según afirmó el presidente de la Junta, Emilio Pérez Touriño, después de reunirse con Carlos Lage. El organismo que hasta entonces coordinaba las iniciativas comunes entre ambos territorios, la Comunidad de Trabajo Galicia-Norte de Portugal, creada en 1991, no tenía entidad jurídica.

## Actividades
La eurorregión gestiona fondos europeos y proyectos de cooperación transfronteirza. Además, llevará a cabo el plan Galicia-Norte de Portugal, que cuenta con un presupuesto de 100 millones de euros y que ya puso en marcha 130 proyectos.
Una de las variables que mejor traduce la influencia de la conyuntura económica en la calidad de vida de la población es, sin duda, la tasa de desempleo en torno al 11,7 % (datos del IGE 2009). En este ámbito, las dos regiones tenían, en esa fecha, niveles de desempleo menos graves que las respectivas medias nacionales.
Cabe destacar que el tráfico medio diario de vehículos pesados y ligeros por esta zona fronteriza supone el 49 % de todos los intercambios existentes a lo largo de toda la frontera entre España y Portugal.
En suma, este breve escenario caracterizador de los dos espacios que constituyen la Eurorregión Galicia-Norte de Portugal asume un carácter de fuerte complementariedad pero, simultáneamente, convierte este espacio en una plataforma territorial fuertemente competitiva en un contexto de creciente globalización e internacionalización de la economía.
En la actualidad, la eurorregión forma parte del Programa de Cooperación Transfonteriza España-Portugal (2003-2013).

## Hacia la MacrorregiónRegiones del Suroeste Europeo(RESOE)

### Primeros pasos
La cooperación transfoteriza entre España y Portugal comenzó el 31 de octubre de 1991 cuando, impulsada por la Junta de Galicia y la Comissão de Coordenação e Desenvolvimento Regional da Região Norte de Portugal (CCDRN), se constituyera, al amparo del Acuerdo Constitutivo, elaborado en virtud del Convenio Marco Europeo sobre Cooperación Transfronteriza entre Comunidades y Autoridades Territoriales del Consejo de Europa de 1980, con apoyo de las administraciones de la Unión Europea, España y Portugal.
El 27 de septiembre de 2007, el por el aquel entonces director general de Caixa Galicia, Xosé Luís Méndez habló, en Ponferrada, de la posibilidad de una ampliación de la Eurorregión. Indicó que, según los estudios de los expertos de la Caixa, la comarca del Bierzo entraría de lleno en la Macrorregión que ellos contemplan y que se crearía con el Norte de Portugal, «desde Oporto, y que incluiría Galicia, Asturias y buena parte de León». Más que birregionalidad «los medios están puestos, falta alguna comunicación, pero cuando llegue el ferrocarril de alta velocidad aquí va a contar esta zona con magníficos puertos logísticos competitivos con todos los del Canal (de la Mancha)». Su reflexión causó la satisfacción del regidor ponferradino, quien insistiera siempre sobre la necesidad de una relación infraestructural y económica de Ponferrada con Vigo y Oporto: «creo que los que estais aquí vereis que se identifica con lo que nosotros siempre pensáramos», dijo el alcalde.
Posteriormente, en el año 2000, Castilla y León creó una comunidad de trabajo con la región Centro de Portugal con el mismo propósito.

### Constitución de la macrorregiónRegiones del Suroeste Europeo
Las macrorregiones, tal y como las define la propia Unión Europea (UE), son territorios de regiones pertenecientes a diferentes países asociados por uno ou más desafíos comunes, es decir, una unión de regiones que se unen para hacer un camino juntos y alcanzar objetivos conjuntos con base en intereses y recursos comunes.
Las macrorregiones son una innovación en la arquitectura de la Europa a 27. En el año 2014 estaban constituidas solo dos, una en las regiones del mar Báltico, denominada "Báltico", en la que participan ocho Estados miembros de la UE, y otra en la cuenca del río Danubio, llamada "Danubio", con seis Estados miembros involucrados, aunque otra estructura de este tipo se preparaba también para unir fuerzas en torno al mar del Norte y el Canal de la Mancha.
El 17 de septiembre de 2010, el presidente de la Comissão de Coordenação e Desenvolvimento Regional do Norte (Comisión de Coordinación y Desarrollo Regional de la Región Norte de Portugal, CCDR-N), Carlos Cardoso Lage, el presidente de la Junta de Galicia, Alberto Núñez Feijóo y el presidente de la Junta de Castilla y León, Juan Vicente Herrera, firmaron en Valladolid el convenio por el que se constituye la Macrorregión "Regiones del Suroeste Europeo (RESOE)", la primera de este tipo que se pone en marcha en el territorio ibérico.
Portugal y España analizarían, en la siguiente cumbre bilateral luso-española, en diciembre, en Elvas, la creación de la primera macrorregión ibérica, un espacio de nueve millones de habitantes que abre nuevas perspectivas de negocio e investigación científica. El paso siguiente sería el reconocimiento, por parte de los dos gobiernos, de la importancia estratégica de este nuevo modelo de cooperación, que surge de as experiencias bilaterales y transfronterizas. La idea que subyace en esta iniciativa ibérica no es la de la creación de nuevos organismos, si no la de complementar las comunidades de trabajo ya existentes. Si los dos Estados estuvieran de acuerdo en la importancia de la constitución de la macrorregión del Suroeste Europeo (como así sucedió), la propuesta sería presentada a las instancias comunitarias.
En la perspectiva portuguesa, la macrorregión sería una nueva oportunidad para estrechar relaciones y contactos con las regiones vecinas. «El Norte es la mayor región exportadora de Portugal, y necesita articularse más con otras regiones», afirmó el responsable de la CCDR-N, añadiendo que «el movimiento de la cooperación transfronteriza ya está en marcha; es preciso intensificarlo». Si hasta ahora las relaciones con Galicia privilegiaron la orilla marítima y con Castilla y León las potencialidades de la cuenca hidrográfica común del Duero, la macrorregión, al promover lazos tripartitos, abre nuevas oportunidades de negocio y de desarrollo, según Carlos Lage.
La industria del automóvil, las universidades y la investigación, el fomento del empleo, la protección y el aprovechamiento del patrimonio ambiental y la promoción de la cultura y el turismo son las áreas fundamentales que se incluyen en el documento de constitución de esta unión de fuerzas de Galicia, Castilla y León y la Región Norte de Portugal.
Las tres regiones de la nueva RESOE constituyen un espacio que reúne a más de nueve millones de habitantes repartidos entre los tres territorios, con una extensión superior a los 145 000 km², en los que se asientan una veintena de universidades y siete aeropuertos de diferente tamaño, como recursos potenciales de desarrollo económico.
La nueva macrorregión nacía abierta a la incorporación de otras autonomías —en el caso de España— y regiones del resto de Europa que compartan intereses estratégicos, ya que en este tipo de estructura no es necesario que se comparta frontera, como ocurre en el caso de las eurorregiones.

### Primera ampliación de la RESOE
La ampliación de la nueva macrorregión tuvo una gestación larga. Cerca de tres años después del anuncio del proyecto, la idea de la ampliación de la macrorregión europea recuperó el 25 de septiembre de 2013 el impulso que perdiera desde 2010. El presidente de la Comissão de Coordenação e Desenvolvimento Regional do Norte (CCDRN), Emídio Gomes, el presidente de la Junta de Castilla y León, Juan Vicente Herrera, y el vicepresidente del gobierno gallego, Alfonso Rueda, se reunieron en Salamanca para reanimar la macrorrexión del Suroeste Europeo.
Finalmente, el 9 de mayo de 2014 se produce la primera ampliación de la macrorregión RESOE con la incorporación de dos socios más, Asturias y la Región Centro de Portugal, en un acto en el que se firmó, en Porto, el memorando que formalizó dichas incorporaciones. En el acto tomaron la palabra el presidente de la Junta de Galicia, Alberto Núñez Feijóo; el presidente de la Junta de Castilla y León, Juan Vicente Herrera, los presidentes de las Comisiones de Coordinación y Desarrollo Regional (CCDR) de las Regiones Norte y Centro de Portugal, Emídio Gomes y Pedro Saraiva, y el presidente del Principado de Asturias, Javier Fernández Fernández. Con estas dos incorporaciones la macrorregión cuenta ya con once millones de habitantes, más que ninguna otra comunidad de la península ibérica, y ocupa el 30 % de su territorio.
En este acto el presidente de la Junta de Galicia, Alberto Núñez Feijóo, subrrayó «la apuesta de la macrorregión por impulsar la cooperación para erigirse en referencia del crecimiento inteligente, sostenible e integrador» que preconiza la Unión Europea. El jefe del ejecutivo gallego destacó que la ampliación de la macrorregión se produce «en el momento preciso», ya que tiene lugar cuando comienza a programarse el destino de los fondos europeos hasta 2020. Las cinco regiones que rubricaron e acuerdo en Oporto comparten dificultades como la caída de la natalidad, el envejecimiento y la pérddida de población. Feijóo señaló, sobre este grave problema demográfico, que «desde esta macrorregión estamos convencidos de que tenemos que llevarlo, en primero lugar, a las agendas nacionales de nuestros países y, simultáneamente, a las agendas europeas, tanto en el Comité de las Regiones como en la propia Comisión Europea».
Por su parte, el presidente asturiano en su discurso manifestó que la macrorregión así conformada constituye una alianza para «alentar el progreso de nuestras regiones dentro de la Unión Europea» y para «lograr mejoras para nuestros ciudadanos; a pesar de que este es un desafío que afecta a partes importantes del territorio, según Fernández «ni las instituciones nacionales ni las europeas dieron hasta ahora una respuesta suficiente». El memorando de adhesión de Asturias destaca tres ámbitos de actuación prioritarios: transportes y loxística, competitividad industrial mediante el impulso de la investigación y el desarrollo (I+D) en los procesos industriales, e investigación y excelencia universitaria, defendiendo la creación de una área de excelencia dentro del Espacio Europeo de Educación Superior que implique a las universidades de la macrorregión. También alentarán la colaboración entre las universidades y las empresas, con prioridad para la cooperación tecnológica y el desarrollo de actividades de I+D+i.
Sobre la mejora de las comunicaciones, el presidente asturiano destacó que la construcción del Corredor Atlántico «tiene que ser prioritaria, porque hablamos de una infraestructura vertebral para la península ibérica y para la propia Unión Europea»; una obra que, advirtió, «solo cumplirá su finalidad si se completa con el despliegue de las infraestructuras previstas en el noroeste peninsular».
La macrorregión RESOE se amplía en un momento en el que las tres comunidades autónomas españolas concernidas dejarán de ser para la UE objetivo número 1, lo que significa la pérdida de ayudas comunitarias como las percibidas hasta ahora. El nuevo escenario presupuestario prima las alianzas territoriales para optar a los fondos destinados a fomentar la economía productiva y generadora de empleo. La Comisión Europea formuló favorecer estas fórmulas de cooperación interterritorial con una nueva línea de subvenciones y propiciar una mayor racionalidad en el gasto público.

### Galería
Mapas indicando la situación geográfica de los territorios que forman en la actualidad la macrorregión:

Galicia
Asturias
Castilla y León
Norte de Portugal
Centro de Portugal